# Candara
Candara é um tipo de letra sem serifa e humanista a qual vem incluída com o Microsoft Windows Vista, Microsoft Office 2007 e seus visualizadores. As passadas verticais do tipo Candara mostram um entalhe gracioso nas hastes, altas ramificações nas caixas baixas, largas aberturas em todas as formas abertas e curvas originais em diagonais. A textura resultante é viva, mas não intrusiva, e é resulta em um texto amigável e fácil de ler.
Candara é apresentada com a Microsoft ClearType Font Collection, um conjunto de fontes desenvolvidas para aproveitar a tecnologia ClearType de apresentação de tipos de letra introduzida com o Windows XP e largamente utilizada no Windows Vista, para melhorar a experiência de leitura digital.